# 핫 뉴스
핫 뉴스(Switching Channels)는 미국에서 제작된 테드 코체프 감독의 1988년 영화이다. 캐서린 터너 등이 주연으로 출연하였고 마틴 랜소호프 등이 제작에 참여하였다.

## 출연

### 주연
- 캐서린 터너
- 버트 레이놀즈
- 크리스토퍼 리브

### 조연
- 네드 비티
- 헨리 깁슨
- 조지 뉴번
- 알 왁스먼
- 켄 제임스
- 배리 플랫맨
- 안소니 셔우드
- 조 실버
- 찰스 킴브로우
- 모니카 파커
- 알랜 로얄
- 피오나 레이드
- 앤드레 메이어스
- 빌 랜돌프

## 제작진
- 원작자: 벤 헥트
- 원작자: 찰스 맥아더
- 미술: 앤 프리처드
- 배역: 린 스터마스터